# ارنستو آتزینی
ارنستو آتزینی (ایتالیایی: Ernesto Azzini; ۱۷ اکتبر ۱۸۸۵ – ۱۴ ژوئیهٔ ۱۹۲۳) دوچرخه‌سوار اهل ایتالیا بود. وی در مسابقات تور دو فرانس و جیرو دیتالیا شرکت کرده است.